# Les 36 cordes sensibles des Québécois
Les 36 cordes sensibles des Québécois est un essai de Jacques Bouchard, publié en 1978. Les photos sont d'Antoine Désilets.

## Résumé
Il porte sur les caractéristiques ethnologiques et démographiques des comportements des Québécois. L'auteur s’appuie en partie sur les travaux du sociologue Marcel Rioux.
Le livre est divisé en 6 sections correspondant à 6 racines : terrienne, minoritaire, nord-américaine, catholique, latine et française. Chacune est détaillée en 6 cordes.

## Réception et postérité
Destiné initialement aux publicitaires, cet ouvrage a reçu un écho important dans la population québécoise. Certaines hypothèses de Bouchard ont été critiquées et nuancées, mais l'ouvrage est encore étudié, malgré le fait qu'il fut écrit en 1978,.
Considérant l'évolution de la société québécoise, l'auteur propose en 2006 une édition revue et corrigée avec le titre : Les Nouvelles Cordes sensibles des Québécois. En 2016, le sondeur Jean-Marc Léger et deux collaborateurs publient un ouvrage qui se veut en quelque sorte une mise à jour des 36 cordes sensibles : Le Code Québec.